# Libuše Procházková
Libuše Procházková (* 13. května 1928) byla česká a československá politička a poúnorová poslankyně Národního shromáždění ČSSR a Sněmovny lidu Federálního shromáždění.

## Biografie
Ve volbách roku 1964 byla zvolena do Národního shromáždění ČSSR za Severomoravský kraj jako bezpartijní kandidátka. V Národním shromáždění zasedala až do konce volebního období parlamentu v roce 1968.
K roku 1968 se profesně uvádí jako vedoucí technická úřednice z obvodu Uničov.
Po federalizaci Československa usedla roku 1969 do Sněmovny lidu Federálního shromáždění (volební obvod Uničov). V parlamentu setrvala do konce volebního období, tedy do voleb v roce 1971.
Ve volebním období 1971-1976 zasedala ve Sněmovně lidu Federálního shromáždění jistá Libuše Procházková (nar. 1934). Byla členkou KSČ a zvolena byla za Západočeský kraj.